# Bulbostylis subaphylla
Bulbostylis subaphylla är en halvgräsart som beskrevs av Charles Baron Clarke. Bulbostylis subaphylla ingår i släktet Bulbostylis och familjen halvgräs. Inga underarter finns listade i Catalogue of Life.